# Tour (angle)

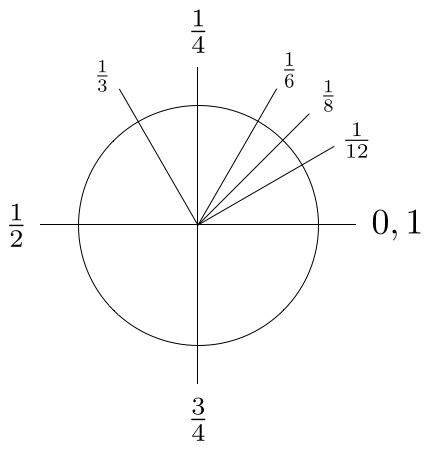
Rotations dans le sens inverse des aiguilles d'une montre autour du point central en partant de la droite, une rotation complète correspondant à un angle de rotation de 1 tour.

Un tour est le plus petit angle non nul tel que l'entité concernée par la rotation se retrouve dans la même position qu'avant la rotation.
Le tour est employé comme unité d'angle : un tour (symbole : tr) vaut 360 degrés ou 2π radians. Le secteur angulaire découpé par un tel angle correspond alors au plan complet.
La vitesse angulaire s'exprime en général en tr/min.

## Quelques valeurs particulières
| nom commun   | tours     | quadrants   | radians | degrés | grades |
| ------------ | --------- | ----------- | ------- | ------ | ------ |
| tour complet | 1 tour    | 4 quadrants | 2π rad  | 360°   | 400 gr |
| angle plat   | 0,5 tour  | 2 quadrants | π rad   | 180°   | 200 gr |
| angle droit  | 0,25 tour | 1 quadrant  | π/2 rad | 90°    | 100 gr |
| angle nul    | 0 tour    | 0 quadrant  | 0 rad   | 0°     | 0 gr   |